# Antonio Pérez de Olaguer
Antonio Pérez de Olaguer Feliú (Barcelona, 16 de abril de 1907 - Barcelona, 29 de marzo de 1968) fue un escritor y periodista español, colaborador en diversos periódicos y director de la revista católica La Familia.	

## Biografía
Pertenecía a una familia de altos funcionarios coloniales y con raíces en las Islas Filipinas. Era hijo de Luis Pérez Samanillo y de Francisca de Olaguer-Feliu Ramírez, además de sobrino del general José Olaguer Feliú y Ramírez y bisnieto de Antonio Olaguer Feliú, virrey del Río de la Plata.
Estudió comercio con los jesuitas y se dedicó al periodismo, colaborando en la prensa española y filipina; y a la literatura, cultivando la poesía y el teatro.
Plenamente implicado en la causa carlista, fue miembro de la Junta Regional Carlista de Cataluña y redactor de El Cruzado Español y La Hormiga de Oro. En 1935 presentó su obra teatral Más leal que galante junto con Benedicto Torralba de Damas en favor del carlismo. Fue fundador y director de la revista católica La Familia, con sede en Barcelona, desde donde impulsó campañas en favor del hospital de San Lázaro y la construcción del Templo Expiatorio de la Sagrada Familia. También fundó las revistas Momento, El mirlo blanco, Don Fantasma y Guiriguay.
Al estallar la guerra civil española, su padre y su hermano fueron asesinados por los revolucionarios el 26 de julio de 1936. Antonio Pérez de Olaguer logró huir de Barcelona a Italia y regresó a España para unirse a la causa de los nacionales, ayudando en la propaganda para el franquismo y en especial al carlismo. Durante la contienda colaboró en varios periódicos rebeldes, entre ellos, El Pensamiento Alavés. Durante los años 40 y 50 escribió también para la revista Cristiandad.
Es autor de numerosas obras, entre las que se destacan los libros El terror rojo en Cataluña y El terror rojo en Andalucía, en donde denuncia los crímenes cometidos contra sacerdotes, religiosos y desafectos al Frente Popular, en Cataluña y Andalucía, respectivamente, durante la guerra civil española; y su libro El Terror amarillo en Filipinas, donde denuncia los crímenes cometidos por los japoneses contra ciudadanos españoles residentes en Manila, durante la Segunda Guerra Mundial. 
Realizó numerosos viajes, dando siete veces la vuelta al mundo. Sus impresiones de viaje las expuso en conferencias y coloquios, además de en libros amenos como Mi vuelta al mundo. Trabajó asimismo en obras de caridad en favor de los leprosos de Fontilles.
Fue presidente de la Asociación Literaria Iberoamericana y miembro de la Real Academia Sevillana de Buenas Letras y del Instituto de Estudios Hispánicos de Barcelona.
Fue colaborador del suplemento 1936-1939 de la Enciclopedia Espasa, publicado en 1944, en el que también colaboraron otros carlistas como José Font Fargas, José Bernabé Oliva y Emilio Rodríguez Tarduchy.
Falleció en Barcelona el 29 de marzo de 1968.
En 2005 fue traducido al inglés su libro El Terror amarillo en Filipinas, y publicado con el título de Terror in Manila. February 1945.

## Obras
- 1925: Ensayos literarios
- 1928: De occidente a oriente por Suez
- 1928: Españolas de Londres
- 1932: La ciudad que no tenía mujeres
- 1933: El Canónigo Collell
- 1934: Mi vuelta al mundo
- 1936: El romance de Ana María
- 1937: El terror rojo en Cataluña
- 1937: Los de Siempre. Hechos y Anécdotas del Requeté
- 1938: El terror rojo en Andalucía (fragmento disponible aquí)
- 1938: Lágrimas y sonrisas
- 1939: Elvira, Tomás Rúfalo y yo
- 1939: Amor y sangre
- 1939: Piedras vivas, biografía del capellán requeté José Ma. Lamamié de Clairac y Alonso
- 1939: Memorias de un recién casado
- 1940: El terror rojo en la montaña
- 1940: El Padre pro precursor
- 1941: El Novelista que vio las estrellas
- 1943: Mi segunda vuelta al mundo
- 1947: El Terror amarillo en Filipinas
- 1950:  Estampas Carlistas
- 1950: El mundo por montera
- 1950: Al leer será el reír: artículos de humor y otras cosas serias
- 1950: Aventura de amor y de viaje, y otras aventuras de viaje y de amor
- 1950: Son mis humores reales
- 1953: Hospital de San Lázaro
- 1957: Envío a mis amigos ... que me han dado dinero
- 1959: Eva acepta la manzana
- 1967: Mi padre, un hombre de bien
- 1968: Paso al rey!

### Teatro
- 1935: Más leal que galante: drama en dos actos y en verso (junto con Benedicto Torralba de Damas)

## Artículos

### Culturales y humorísticos
- Mi vuelta al mundo: El teatro en el Japón en La Esfera (15/2/1930)
- La ciudad que no tenía mujeres en Gutiérrez (30/7/1932)
- Desde Sevilla: Un baño con los tiburones en El Día (22/5/1933)
- Con los brazos en cruz en La Cruz (17/08/1933)
- Notas de humor: EL BOXEO en La Hormiga de Oro (31/5/1934)
- Hablando con las verrugas de Azaña en Gutiérrez (1/9/1934)
- Desde las Ramblas ¡Barcelona está que arde! en Gutiérrez (22/9/1934)
- ¿Se come bien o se come mal en Nueva York? en Algo (5/1/1935)
- ¡Que venga el médico! en La Hormiga de Oro (19/9/1935)
- Perfiles humorísticos: El matemático en La Hormiga de Oro (14/5/1936)
- Hablando con los ilustres comediógrafos Serafín y Joaquín Álvarez Quintero en La Hormiga de Oro (16/7/1936)
- Perfiles humorísticos: En el restaurante en El Pensamiento Alavés (19/8/1938)
- Cuando S. S. el Papa Pío XII perdió su anillo en Cristiandad (1/4/1944)
- Del Congreso Nacional del Teatro Católico, al estreno de un dramón, en tres actos, de Jean Anouilh, en Barcelona en Cristiandad (1/7/1955)
- Fulgurante universalidad de las fiestas Navideñas en Cristiandad (15/1/1957)
- Crítica de las críticas de ciertos críticos que me han llamado, despectivamente, facilón, botaratillo y, sobre todo, pacato en Cristiandad (1/7/1957)
- Crítica de la autocrítica y de una campañita en Cristiandad (1/9/1957)

### Sobre el Catolicismo
- La negación de Pedro en La Hormiga de Oro (9/4/1936)
- León XIII y los obreros españoles en Cristiandad (1/9/1944)
- Pío XI y la exaltación de los Santos a los Altares en Cristiandad (1/11/1944)
- Una púrpura cargada de días y de obras, biografía del cardenal Segura en Cristiandad (1/2/1953)
- Ante la formación, el desenvolvimiento y los problemas actuales del periodista católico en Cristiandad (1/1/1955)
- A Dios lo que es de Dios... y al diablo, nada en Cristiandad (1/5/1956)
- Ante la supuesta inexistencia del escritor católico en Cristiandad (1/5/1957)
- El Padre Orlandis, su obra, su herencia en Cristiandad (1/3/2000)

### Sobre historia
- Hace ciento cincuenta años que murió, en el patíbulo, María Antonieta en Cristiandad (1/3/1944)
- La defensa de la Puerta Pía en Cristiandad (1/5/1944)
- Y vinieron los lodos... en Cristiandad (1/2/1955)
- Diálogos sin trascendencia: No pasa nada sobre el advenimiento de la Segunda República Española en Cristiandad (1/4/1955)

### Sobre el Carlismo y la Guerra Civil
- Hablando con don Manuel Fal Conde, jefe regional de Andalucía en El Siglo Futuro (27/5/1933)
- Así caen los héroes: Episodios del terror rojo en Cataluña en Heraldo de Zamora (14/11/1936), publicado originalmente en Diario de Burgos.
- En el ascensor: Anécdota del general traidor Llano de la Encomienda, al que un miliciano en pleno comunismo, le obliga a subir la escalera a pie como su asistente en El Pensamiento Alavés (24/11/1936)
- Así son los requetés en El Pensamiento Alavés (1/3/1937)
- La camisa vieja en El Pensamiento Alavés (10/4/1937)
- Destellos del alma inmortal de España: Notas del hospital (rigurosamente históricas) en La Victoria (1/5/1937)
- El terror rojo en Cataluña: Siega de carlistas en Tarragona en El Pensamiento Alavés (29/5/1937)
- Notas del frente de Córdoba: Las "margaritas" del pueblo en El Pensamiento Alavés (2/7/1937)
- Recordando la muerte del réprobo en la Hoja oficial del lunes (20/12/1937) publicado originalmente en El Alcázar
- Gestas y gestos de las 'boinas rojas': La camisa de los tres corazones en el Diario Palentino (7/5/1938)
- El emboscado: Un requeté de sesenta años a quien sólo el reuma pudo retirar de los frentes en Diario Palentino (19/5/1938)
- Tertulia en el cielo en El Pensamiento Alavés (4/8/1938)
- Finezas de amor: Tres navidades (11/1/1939), publicado originalmente en la Agencia "Faro"
- Estampas carlistas: El rosario en el parapeto en El Requeté (1/2/1939)
- Memorias de un recién casado en la Hoja oficial de la provincia de Barcelona (21/8/1939)